# Аділсон Насіменту
Аділсон Насіменту (порт. Adilson Nascimento, 3 грудня 1951 — 3 лютого 2009) — бразильський баскетболіст.
Учасник Олімпійських Ігор 1972, 1980, 1984 років.